# Petrovičky (Velké Petrovice)
Petrovičky (německy Klein Petrowitz) jsou malá vesnice a část obce Velké Petrovice v okrese Náchod. Nachází se asi jeden kilometr jižně od Velkých Petrovic. Petrovičky leží v katastrálním území Velké Petrovice o výměře 4,65 km².

## Historie
První písemná zmínka o vesnici pochází z roku 1341. Roku 1341 vesnice patřila Hynkovi z Dubé, který ji tehdy prodal břevnovskému klášteru. Opat Oldřich II. v letech 1366–1378 Petrovičky s dalšími vesnicemi pronajal Janu Kdulincovi. Po smrti Kdulincovy manželky Bonuše klášter povolil polickému proboštu Petrovi a jeho bratru Kunešovi z Pravětic, aby vsi od Jana Kdulince vykoupili a až do své smrti užívali.

## Galerie

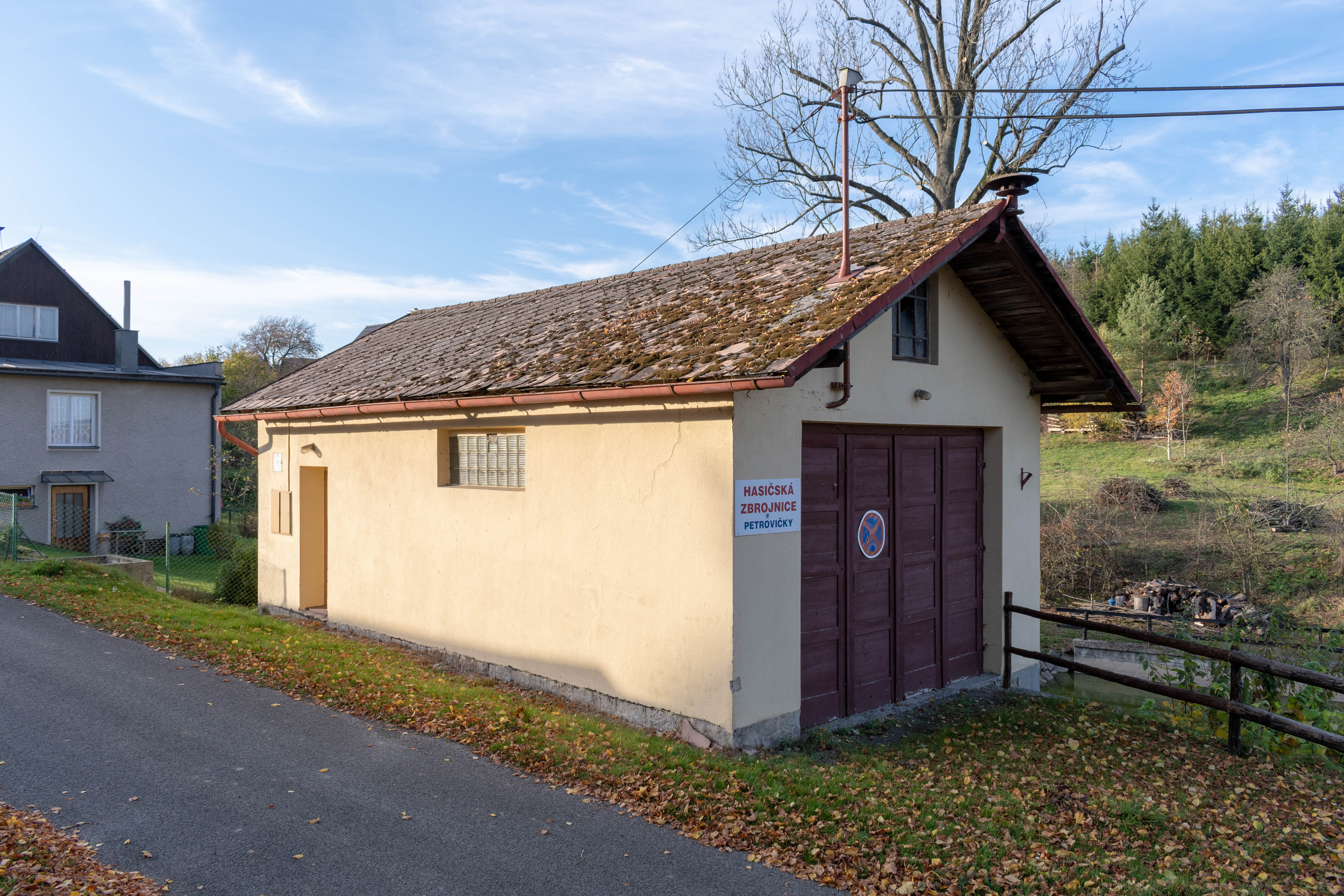
Hasičská zbrojnice
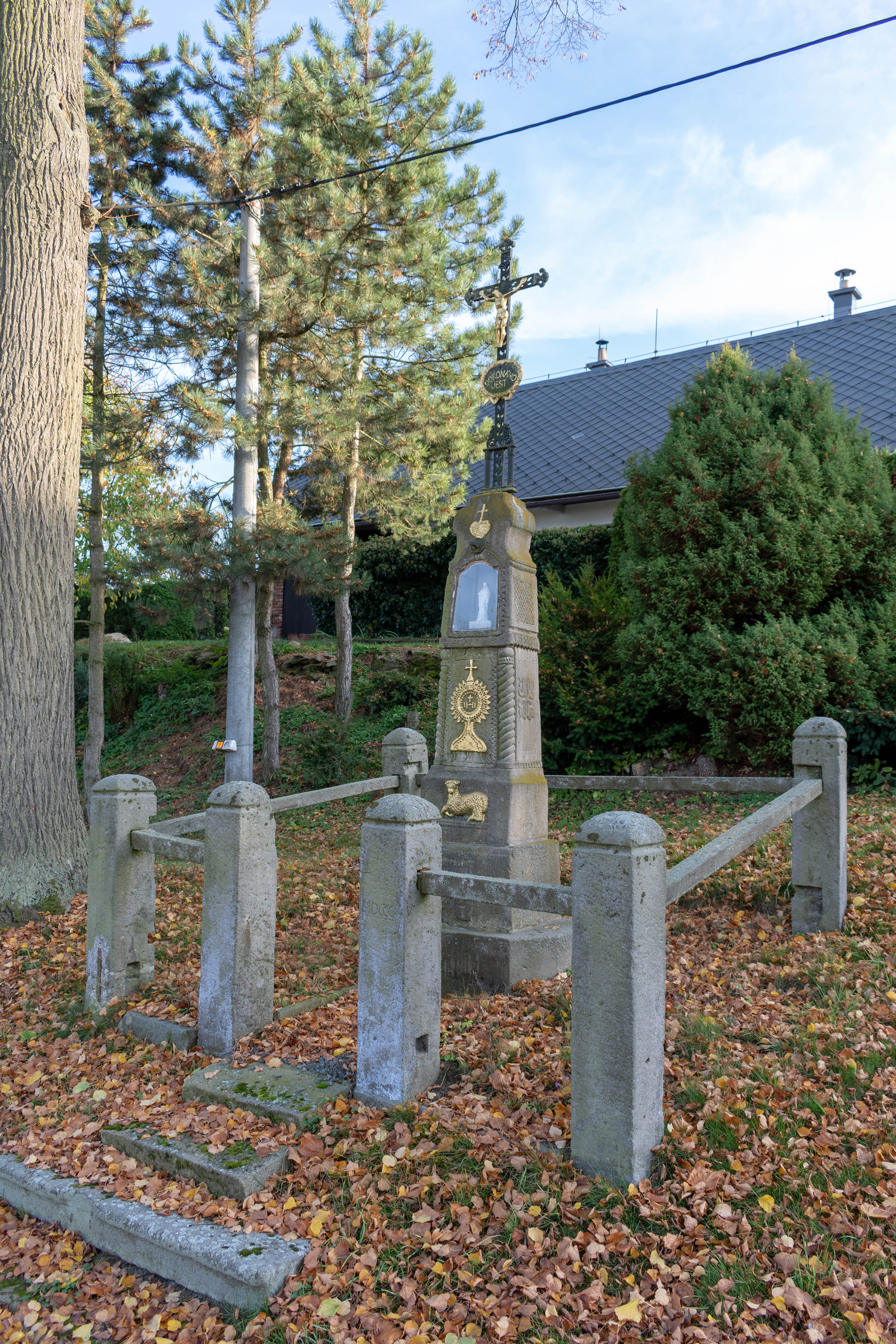
Kříž u zbrojnice
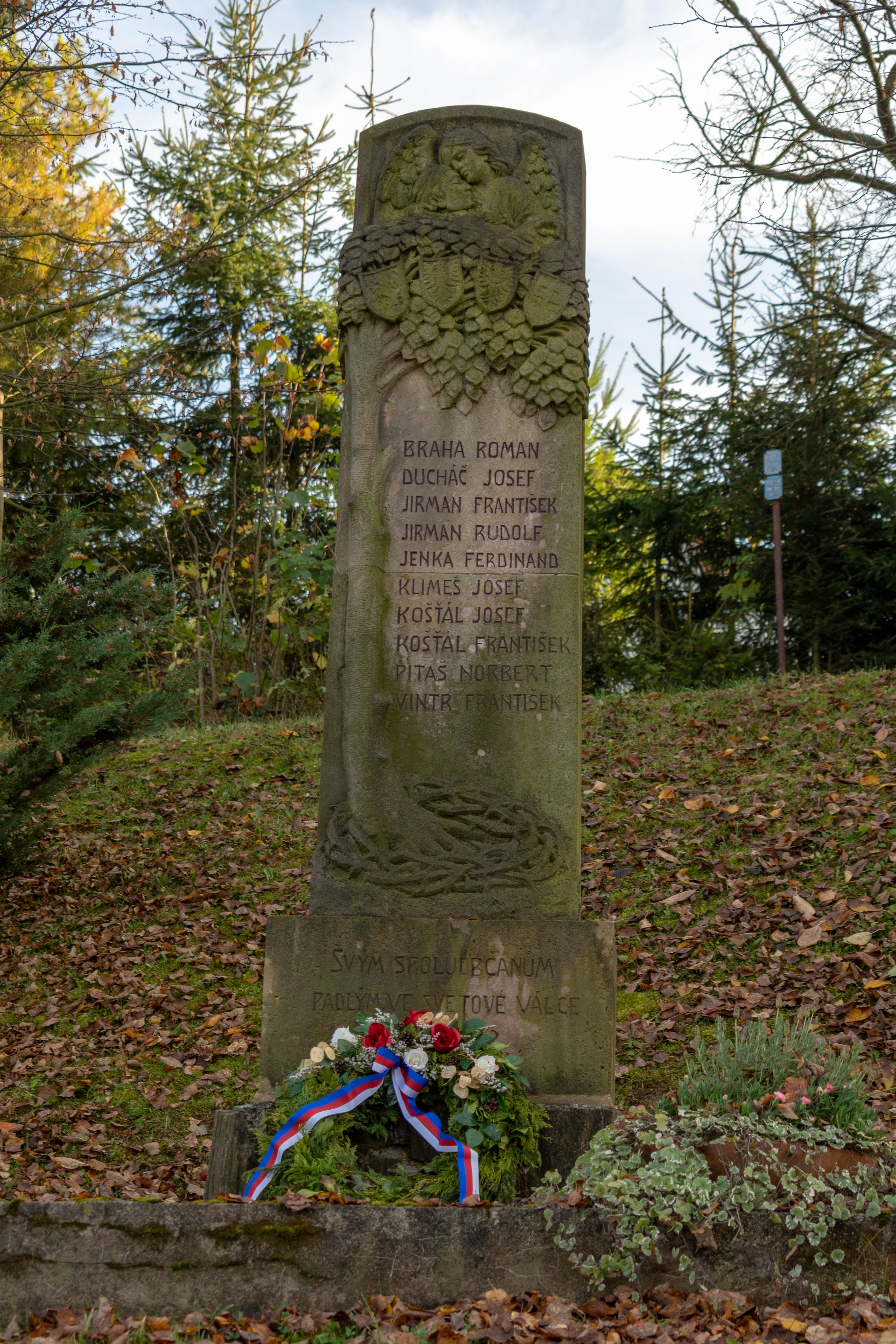
Pomník padlým
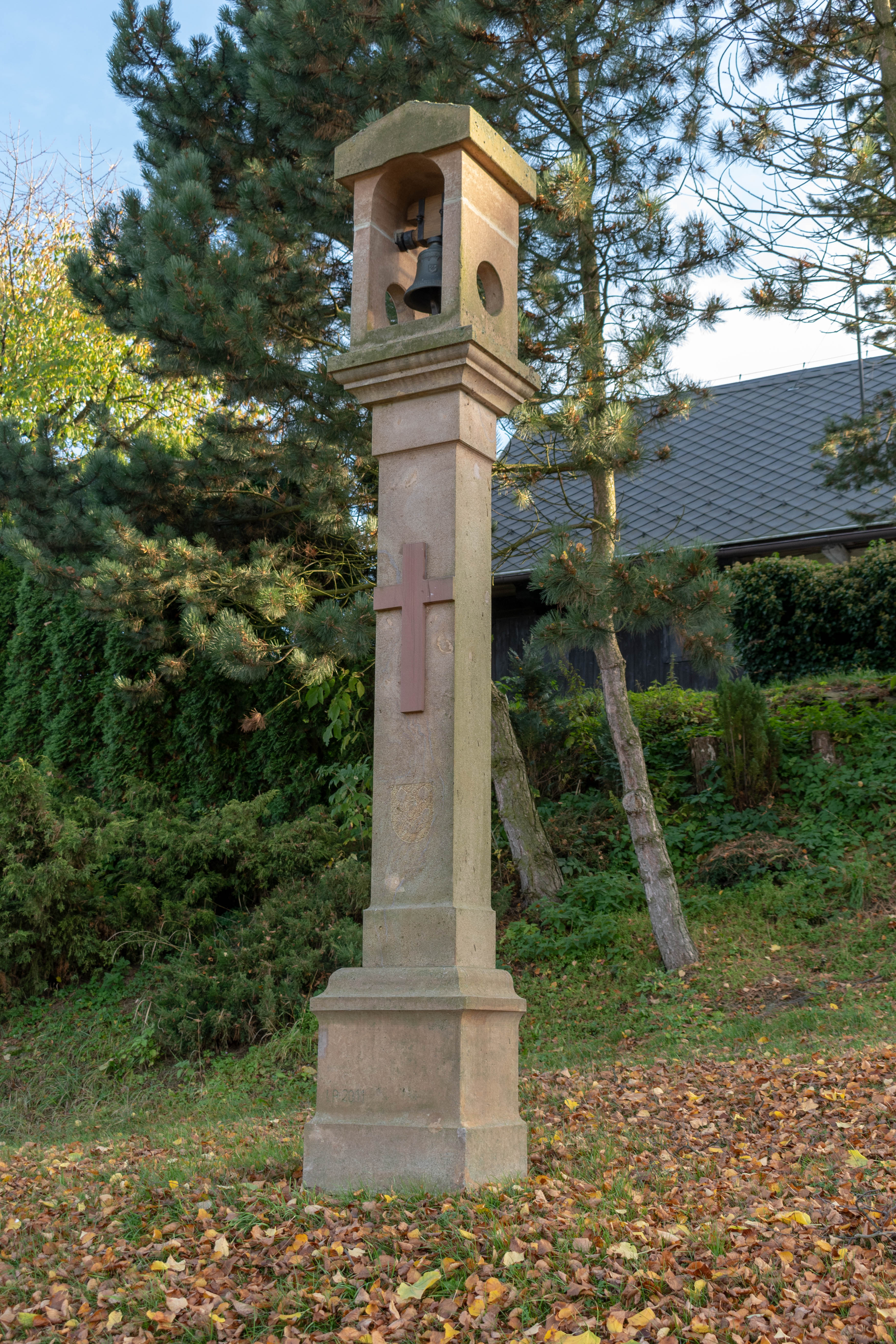
Zvonička